# Liste des gares de Picardie

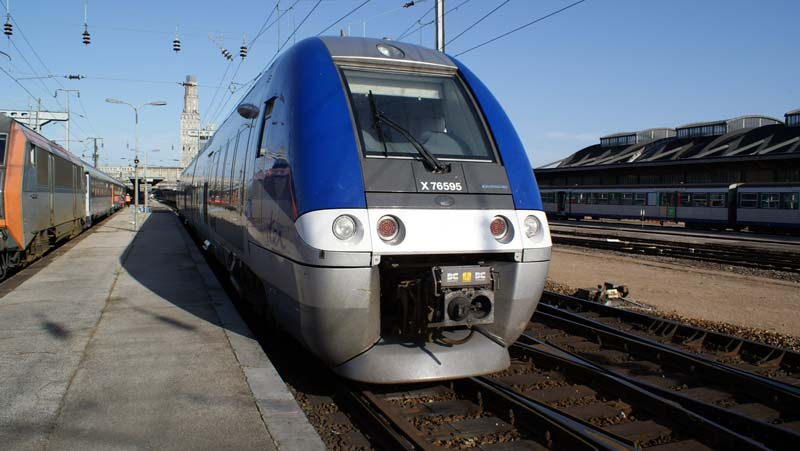
X 76595-596 en gare d'Amiens.

La liste des gares de Picardie, est une liste des gares ferroviaires, haltes ou arrêts, situées dans l'ancienne région Picardie.
Cette liste, présentée en plusieurs sections selon le statut et le type de ligne, n'est pas exhaustive.

## Gares ferroviaires des lignes du réseau national

### Gares ouvertes au trafic voyageurs
Liste des gares voyageurs de la Société nationale des chemins de fer français (SNCF), des réseaux TER Hauts-de-France et Transilien :
- Gare d'Abancourt
- Gare d'Abbeville
- Halte d'Aguilcourt - Variscourt
- Gare d'Ailly-sur-Noye
- Gare d'Ailly-sur-Somme
- Gare d'Albert
- Gare d'Amiens
- Gare d'Amifontaine
- Gare d'Anizy - Pinon
- Gare d'Appilly
- Gare d'Avrechy
- Gare de Balagny - Saint-Épin
- Gare de Barenton-Bugny
- Gare de Beauvais
- Gare de Bohain
- Gare de Boran-sur-Oise
- Gare de La Borne Blanche
- Gare de Bornel - Belle-Église
- Gare de La Bouteille
- Gare de Boves
- Gare de Breteuil-Embranchement
- Gare de Buire-sur-l'Ancre
- Gare de Chambly
- Gare de Chantilly - Gouvieux
- Gare de Château-Thierry
- Gare de Chaulnes
- Gare de Chaumont-en-Vexin
- Gare de Chauny
- Gare de Chevrières
- Gare de Chézy-sur-Marne
- Gare de Choisy-au-Bac
- Gare de Cires-lès-Mello
- Gare de Clacy - Mons
- Gare de Clermont-de-l'Oise
- Gare de Compiègne
- Gare de Corbie
- Gare de Corcy
- Gare de Coucy-lès-Eppes
- Gare de Cramoisy
- Gare de Creil
- Gare de Crépy - Couvron
- Gare de Crépy-en-Valois
- Gare de Crouy
- Gare de Daours
- Gare de Dercy - Froidmont
- Gare de Dommartin - Remiencourt
- Gare de Dreuil-lès-Amiens
- Gare d'Esches
- Gare d'Estrées-Saint-Denis
- Gare de La Faloise
- Gare de La Fère
- Gare de La Ferté-Milon
- Gare de Feuquières - Broquiers
- Gare de Flavy-le-Martel
- Gare de Formerie
- Gare de Fouilloy
- Gare de Fresnoy-le-Grand
- Gare de Gannes
- Gare de Grandvilliers
- Gare de Guignicourt
- Gare de Ham (Somme)
- Gare d'Hangest
- Gare d'Hargicourt - Pierrepont
- Gare d'Heilles - Mouchy
- Gare d'Heilly
- Gare d'Herchies
- Gare d'Hermes - Berthecourt
- Gare d'Hirson
- Gare d'Hirson-Écoles
- Gare de Jaux
- Gare de Laboissière - Le Déluge
- Gare de Laigneville
- Gare de Laon
- Gare de Lavilletertre
- Gare de Liancourt - Rantigny
- Gare de Liancourt-Saint-Pierre
- Gare de Longpont
- Gare de Longpré-les-Corps-Saints
- Gare de Longueau
- Gare de Longueil-Annel
- Gare de Longueil-Sainte-Marie
- Gare de Marcelcave
- Gare de Mareuil-sur-Ourcq
- Gare de Margival
- Gare de Marle-sur-Serre
- Gare de Marseille-en-Beauvaisis
- Gare de Mennessis
- Gare de Méricourt - Ribémont
- Gare de Méru
- Gare du Meux - La Croix-Saint-Ouen
- Gare de Milly-sur-Thérain
- Gare de Miraumont
- Gare de Montataire
- Gare de Montdidier
- Gare de Montescourt
- Gare de Montreuil-sur-Thérain
- Gare de Moreuil
- Gare de Mouy - Bury
- Gare de Namps - Quevauvillers
- Gare de Nanteuil-le-Haudouin
- Gare de Nesle (Somme)
- Gare de Nogent-l'Artaud - Charly
- Gare de Noyelles-sur-Mer
- Gare de Noyon
- Gare d'Origny-en-Thiérache
- Gare d'Ormoy-Villers
- Gare d'Orry-la-Ville - Coye
- Gare d'Ourscamps
- Gare de Picquigny
- Gare du Plessis-Belleville
- Gare de Poix-de-Picardie
- Gare de Pont-Remy
- Gare de Pont-Sainte-Maxence
- Gare de Précy-sur-Oise
- Gare de Remy (Oise)
- Gare de Ribécourt
- Gare de Rieux - Angicourt
- Gare de Rochy-Condé
- Gare de Rosières
- Gare de Rue
- Gare de Saint-Erme
- Gare de Saint-Just-en-Chaussée
- Gare de Saint-Leu-d'Esserent
- Gare de Saint-Omer-en-Chaussée
- Gare de Saint-Quentin
- Gare de Saint-Rémy-en-l'Eau
- Gare de Saint-Roch (Somme)
- Gare de Saint-Sulpice - Auteuil
- Gare de Soissons
- Gare de Tergnier
- Gare TGV Haute-Picardie
- Gare de Thézy-Glimont
- Gare de Thourotte
- Gare de Tricot
- Gare de Trie-Château
- Gare de Vaumoise
- Gare de Vauxaillon
- Gare de Verneuil-sur-Serre
- Gare de Versigny
- Gare de Vervins
- Gare de Vierzy
- Gare de Villers-Bretonneux
- Gare de Villers-Cotterêts
- Gare de Villers-Saint-Paul
- Gare de Villers-Saint-Sépulcre
- Gare de Viry-Noureuil
- Gare de Voyenne
- Gare de Wacquemoulin

### Gares uniquement marchandises
- Gare de Fère-en-Tardenois
- Gare de Mont-Notre-Dame
- Gare de Montières
- Gare de Mézy
- Gare de Neuilly-Saint-Front
- Gare d'Oulchy - Breny
- Gare de Roye (Somme)

### Gares fermées au trafic voyageurs: situées sur une ligne en service
- Gare d'Achy
- Gare d'Aubenton
- Gare de Bacouel
- Gare de Barenton - Cohartille
- Gare de Bazoches
- Gare de Beaucourt - Hamel
- Gare de Berzy-le-Sec
- Gare de Blangy - Glisy
- Gare de Chailvet - Urcel
- Gare de Chepoix
- Gare de Choisy-au-Bac
- Gare de Curchy-Dreslincourt
- Gare de Dercy - Mortiers
- Gare d'Éragny - Bazincourt
- Gare de Famechon
- Gare de Fontaine-Lavaganne
- Gare de Fontaine-sur-Somme
- Gare de Grez - Gaudechart
- Gare de Guillaucourt
- Gare d'Hallu - Chilly
- Gare d'Hattencourt
- Gare de Jussy
- Gare de Lamotte-Brebière
- Gare de Long-Le Catelet
- Ancienne gare de Longpré
- Gare de Longpré-les-Amiens
- Gare de Lugny
- Gare de Moliens
- Gare de La Neuville-sous-Laon
- Gare d'Orrouy - Glaignes
- Gare de Pont-l'Évêque-sur-Oise
- Gare de Ponthoile-Romaine
- Gare de Port-le-Grand
- Gare de Quend - Fort-Mahon
- Gare de Saint-Gobert - Rougeries
- Gare de Sainte-Segrée
- Gare de Sérifontaine
- Gare de Thennes - Castel
- Gare de Vers
- Gare de Villers-sur-Thère
- Gare de Wiencourt-l'Équipée

### Gares fermées au trafic voyageurs: situées sur une ligne fermée
- Gare d'Abbeville-Porte-du-Bois
- Gare d'Acheux - Franleu
- Gare d'Airaines
- Gare de Blicourt
- Gare de Cahon
- Gare de Cambron - Laviers
- Gare de Canaples
- Gare de Chépy - Valines
- Gare de Conty
- Gare de Crézancy
- Gare de Croissy-sur-Celle
- Gare de Dancourt
- Gare de Doullens
- Gare d'Épehy
- Gare de Faubourg-de-Rouvroy
- Gare de Feuquerolles
- Gare de Feuquières - Fressenneville
- Gare de Fontaine-Bonneleau
- Gare de Gouy-Cahon
- Gare de Grivillers
- Gare de Laboissière - Fescamps
- Gare de Laucourt
- Gare de Martainneville - Saint-Maxent
- Gare de Péronne - Flamicourt
- Gare de Péronne-la-Chapelette
- Gare de Pierrefonds
- Gare de Quesnoy-le-Montant
- Gare de Roisel
- Gare de Saint-Riquier
- Gare de Senlis
- Gare de Sorbais
- Gare de La Vallée-aux-Bleds - Lemé
- Gare de Voulpaix
- Gare de Woincourt

## Voie étroite

### Gares ouvertes / train touristique
- Gare de Cayeux-sur-Mer-Brighton-Plage
- Gare de Crèvecœur-le-Grand
- Gare du Crotoy
- Gare de Lanchères - Pendé
- Gare de Morlay
- Gare de Rotangy
- Gare de Saint-Valery-Canal
- Gare de Saint-Valery-Port
- Gare de Saint-Valery-Ville

### Gares fermées
- Halte d'Abbeville-Porte-Saint-Gilles
- Gare de Forest-l'Abbaye
- Gare de Francastel - Ourcel
- Gare de Lassigny